# Municipio de Pleasant (condado de Hardin, Iowa)
El municipio de Pleasant (en inglés: Pleasant Township) es un municipio ubicado en el condado de Hardin en el estado estadounidense de Iowa. En el año 2010 tenía una población de 232 habitantes y una densidad poblacional de 2,59 personas por km².

## Geografía
El municipio de Pleasant se encuentra ubicado en las coordenadas 42°20′4″N 93°10′51″O / 42.33444, -93.18083. Según la Oficina del Censo de los Estados Unidos, el municipio tiene una superficie total de 89.72 km², de la cual 89,65 km² corresponden a tierra firme y (0,08 %) 0,07 km² es agua.

## Demografía
Según el censo de 2010, había 232 personas residiendo en el municipio de Pleasant. La densidad de población era de 2,59 hab./km². De los 232 habitantes, el municipio de Pleasant estaba compuesto por el 97,84 % blancos, el 0,43 % eran amerindios, el 0,43 % eran de otras razas y el 1,29 % eran de una mezcla de razas. Del total de la población el 0,86 % eran hispanos o latinos de cualquier raza.